# Markku Lappalainen
Markku Lappalainen (nasceu 6 de Abril de 1973 na Finlândia) é o ex-baixista da banda americana Hoobastank. Esteve na banda de 1997 a 2005. O porquê da saída de Markku ainda não é claro. Ele deixou o Hoobastank depois da turnê do Verão de 2005, sendo substituído por Josh Moreau.